# Ronabea latifolia
Espèce
Synonymes
Selon Tropicos (20 mai 2024)
- Appunia parviflora Lundell
- Coffea subsessilis Ruiz & Pav.
- Coffea subsessilis Benth.
- Mapouria subsessilis (Benth.) Müll. Arg.
- Mapouria subsessilis var. angustifolia Müll. Arg.
- Mapouria subsessilis var. genuina (Benth.) Müll. Arg.
- Psychotria axillaris Willd.
- Psychotria axillaris Vell.
- Psychotria emetica L. f.
- Psychotria erecta (Aubl.) Standl. & Steyerm.
- Psychotria erecta fo. fluctuans (Standl.) Steyerm.
- Psychotria fluctuans Standl.
- Psychotria fluctuans var. angustifolia (Müll. Arg.) Standl.
- Psychotria fluctuans var. latifolia (Müll. Arg.) Standl.
- Ronabea erecta Aubl.
- Ronabea latifolia var. hispidula Bremek.

Selon GBIF (20 mai 2024)
- Appunia parviflora Lundell
- Coffea subsessilis Benth.
- Mapouria subsessilis Müll.Arg.
- Mapouria subsessilis var. angustifolia Müll.Arg.
- Mapouria subsessilis var. genuina Müll.Arg.
- Mapouria subsessilis var. latifolia Müll.Arg.
- Psychotria axillaris Willd.
- Psychotria erecta (Aubl.) Standl. & Steyerm.
- Psychotria erecta f. fluctuans (Standl.) Steyerm.
- Psychotria fluctuans Standl.
- Psychotria fluctuans var. angustifolia Standl.
- Psychotria fluctuans var. latifolia (Müll.Arg.) Standl.
- Ronabea erecta Aubl.
- Ronabea latifolia var. hispidula Bremek.
- Ronabea viscoides A.Rich.
- Uragoga latifolia (Aubl.) Kuntze

Ronabea latifolia est une espèce d'arbuste d'Amérique du sud, appartenant à la famille des Rubiaceae. Il s'agit de l'espèce type du genre Ronabea.

## Description
Ronabea latifolia est une herbacée suffrutescente, un arbuste ou un petit arbre, atteignant jusqu'à 6 m de haut, strigileux à glabrescent.
Les feuilles mesurent 8,5-17 × 2,5-9,5 cm, avec des pétioles longs de 7-13 mm, et des stipules de 1-7 mm de long.
à l'aisselle des feuilles naissent 1-4 pédoncules longs de 2-20 mm.
Le limbe du calice est long de 1-2 mm. 
La corolle comporte un tube long de 3-4 mm et des lobes de 1,5-3 mm.
Le fruit mesure 8-10 × 5-8 mm,.

En 1953, Lemée en propose la description suivante de Ronabea latifolia :

« R. latifolia Aubl. (R. erecta Aubl., Psychotria axillaris W.). Petit arbre subglabre ; feuilles de 0,12-0,15 sur 0,05-0,08, oblongues ou subobovales subacuminées, rétrécies à la base, subcoriaces, avec 7 paires de nervures en général, stipules un peu pubescentes ; pédoncules très pubescents-ferrugineux et aussi les bractées, fleurs fasciculées, calice du  genre, à peine pubescent; corolle à tube de 3-4 mm. et lobes de 2-3, glabre en dehors, ovaire glabre, style à lobes filiformes ; drupe de 8 mm. sur 5-6, ovoïde verte glabre, grames glabres. - (Aublet). »

— Albert Lemée, 1953.

## Répartition
Ronabea latifolia est présent de l'Amérique centrale au Brésil, en passant par la Colombie, le Venezuela, Trinidad, le Guyana, le Suriname, la Guyane, l'Équateur, le Pérou, et la Bolivie.

## Écologie
Ronabea latifolia pousse dans les forêts de plaine et de montagne, à 50-1 500 m d'altitude.

## Protologue

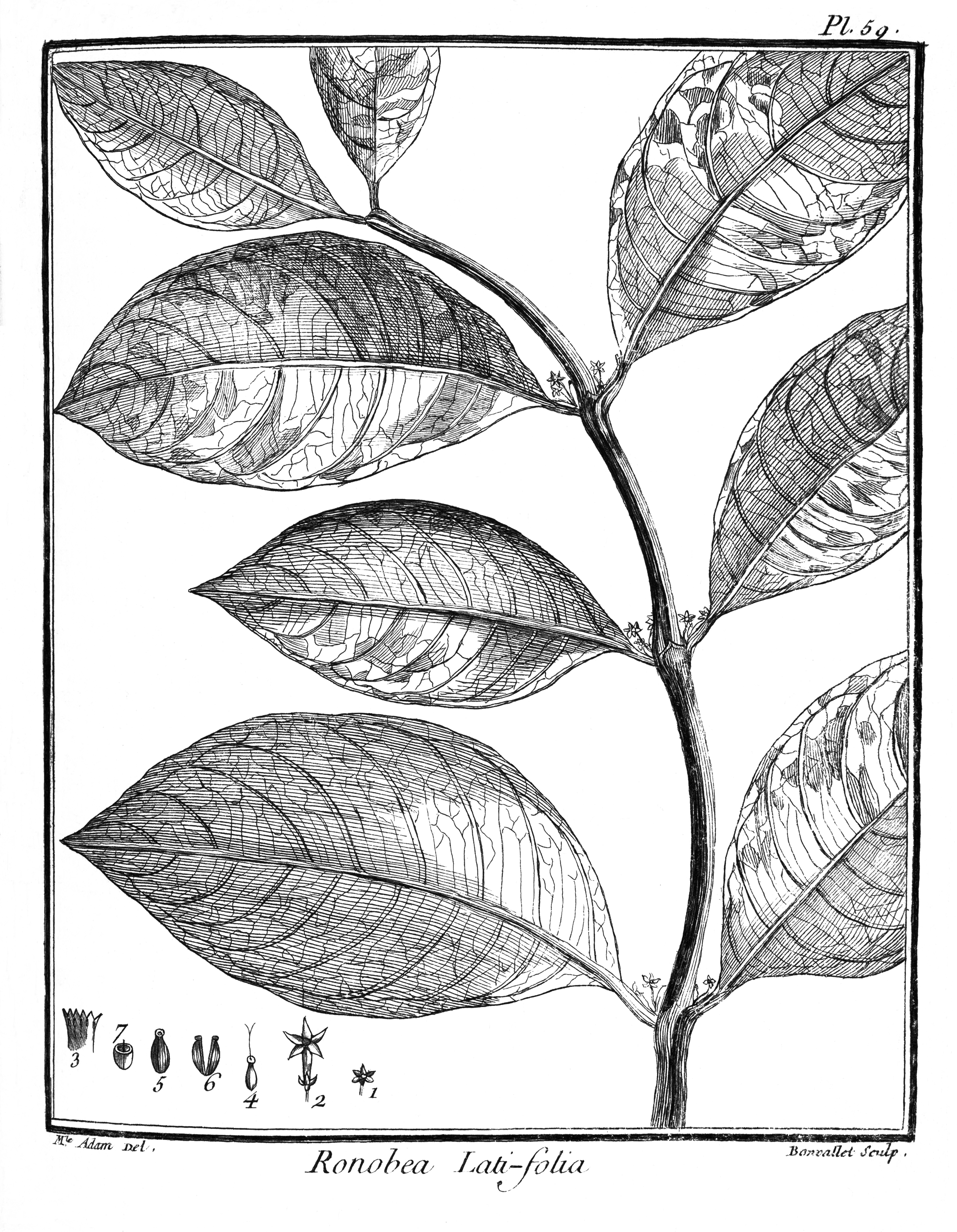
Ronabea latifolia par Aublet (1775)
On a repréſenté l'extrémité d'une tige avec ſes fleurs de grandeur naturelle, de même que le fruit ſéparé. Les parties de la fleur ſont groſſies. - 1. Calice. - 2. Fleur. - 3. Corolle ouverte. Étamines. - 4. Ovaire. Diſque. Style. Stigmate. - 5. Baie. - 6. Oſſelets. - 7. Baie coupée en travers.

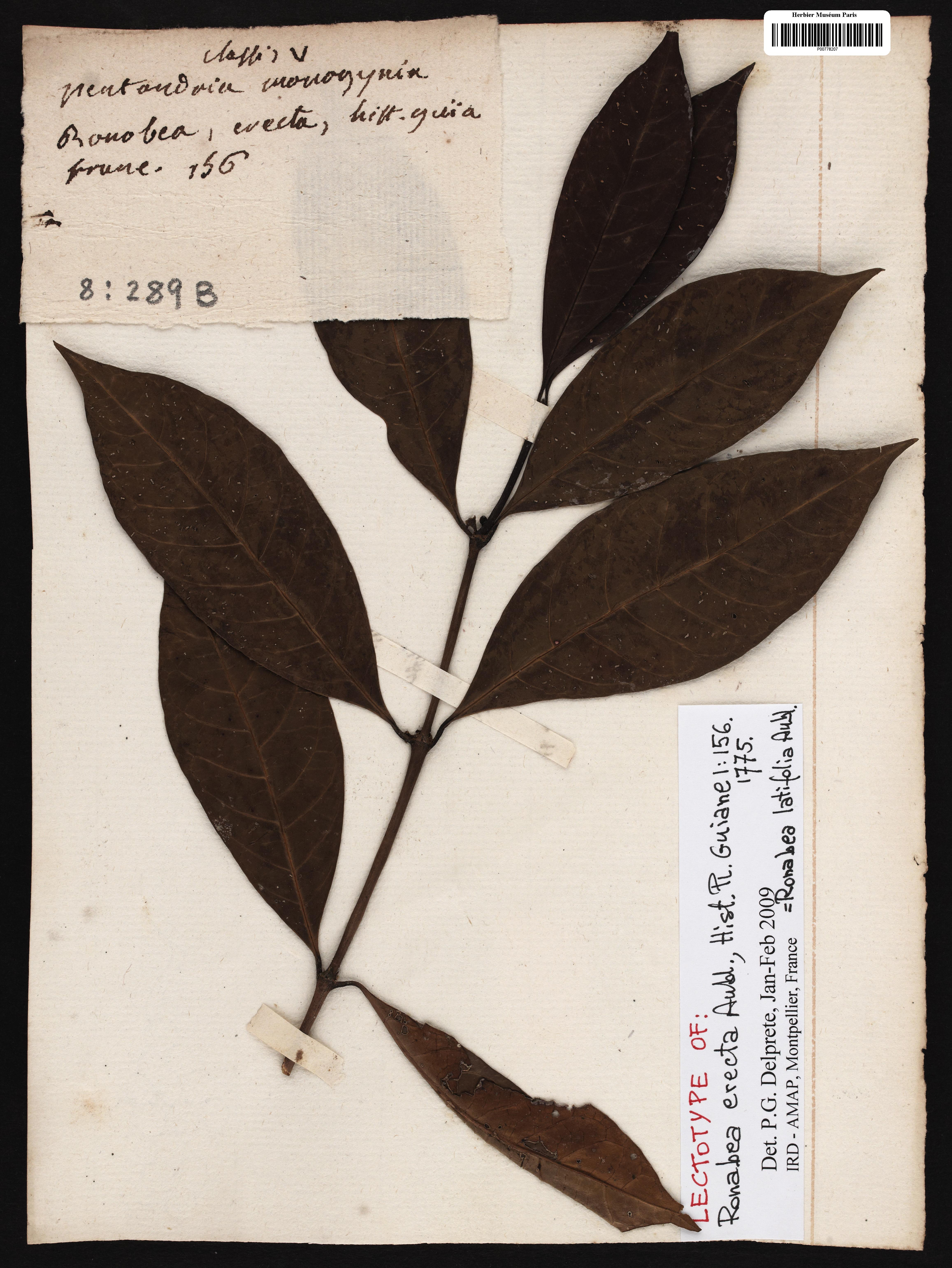
échantillon type de Ronabea erecta (= Ronabea latifolia) collecté par Aublet en Guyane

En 1775, le botaniste Aublet a premièrement décrit deux fois Ronabea latifolia, sous ce nom et celui de Ronabea erecta, et en a proposé les protologues suivants : 

« 1. RONABEA (latifolia) caulibus flexuoſis, foliis ovatis, acutis, viridibus, e cæruleo variegatis; fructu nigricante, ſtriato. (Tabula 59.).
Frutex plures è radice caules emittens, ſimplices, nodoſos, tortuoſos, bi aut tri-pedales. Folia oppoſita, ovata, acuta, integerrima, è cæruleo virentia, brevi petiolata. Stipula lata, acuta, utrinquè intrà baſim petiolorum. Flores duo, tres, quatuor, quinque aut ſex, ſub-ſeſſiles, ad utramque axillam foliorum. Corolla alba. Bacca nigricans.

LA RONABE à large feuille. (PLANCHE 59.)
Cet arbrisseau pouſſe de ſa racine pluſieurs tiges ſimples ; noueuſes, tortueuſes, qui s'élèvent à la hauteur de deux, ou trois pieds.
Elles ſont garnies à chaque nœud de deux feuilles oppoſées, & diſpoſées en croix, liſſes, entières, d'un vert bleuâtre, ovales, terminées en pointe ; leur pédicule eſt court. Entre les deux pédicules il y a de chaque côté une stipule large & aiguë. Les plus grandes feuilles ont ſept pouces de longueur ſur trois de largeur.
Les fleurs naiſſent à l'aiſſelle de chaque feuille : le nombre varie de deux à ſix. Leur pédoncule eſt très court, garni à ſa baſe de deux écailles.
Le calice eſt d'une ſeule pièce diviſé en ſon limbe en cinq petites dentelures.
La corolle eſt blanche, monopétale, attachée ſur l'ovaire autour d'un diſque : ſon tube eſt long, grêle, renflé vers ſon pavillon, qui eſt partagé en cinq lobes aigus, hériſſés de poils.
Les étamines ſont au nombre de cinq, placées ſur la paroi interne, & ſupérieure du tube. Leur filet eſt court. L'anthère eſt longue, a deux bourſes.
Le piſtil eſt un ovaire qui fait corps avec le calice. Il eſt couronné d'un diſque du centre duquel fore un ſtyle terminé par un ſtigmate à deux lames.
L'ovaire devient une petite baie noirâtre, cannelée, qui couvre deux oſſelets appliqués l'un contre l'autre. Ils contiennent chacun une très petite amande. 
Cet arbriſſeau croît dans les forêts d'Oyac, d'Orapu, & de Sinémari, il étoit en fleur & en fruit dans les mois de Juillet & de Septembre.
[…]

2. RONABEA (erecta) caulibus tenuioribus, foliis ovatis, acutis, tenuioribus; foliis minoribus, è luteo virentibus.
Altera ſpecies reperitur caulibus humilioribus, rectis, tenuiortrbus ; foliis minoribus, è luteo virentibus.
Florent fructumque ferunt ambæ Julio & Septembri.
Habitant in ſylvis Oyac, Orapu, Sinemari.

LA RONABE à tige droite.
On rencontre cette eſpèce dans les mêmes lieux que la précédente; Ses tiges ſont grêles, hautes d'un pied & demi. Ses feuilles ſont d'un. vert jaunâtre, ovales, pointues, les plus grandes ont quatre pouces de longueur, ſur un pouce & demi & plus de largeur. Les fleurs ſont blanches, placées à l'aiſſelle des feuilles. Le fruit eſt une petite baie noire & cannelée qui contient deux petits oſſelets appliques l'un contre l'autre. 
Je ne donne pas la figure de cette eſpèce à cauſe de la reſſemblance qu'elle a avec la précédente. »

— Fusée-Aublet, 1775.

## Galerie

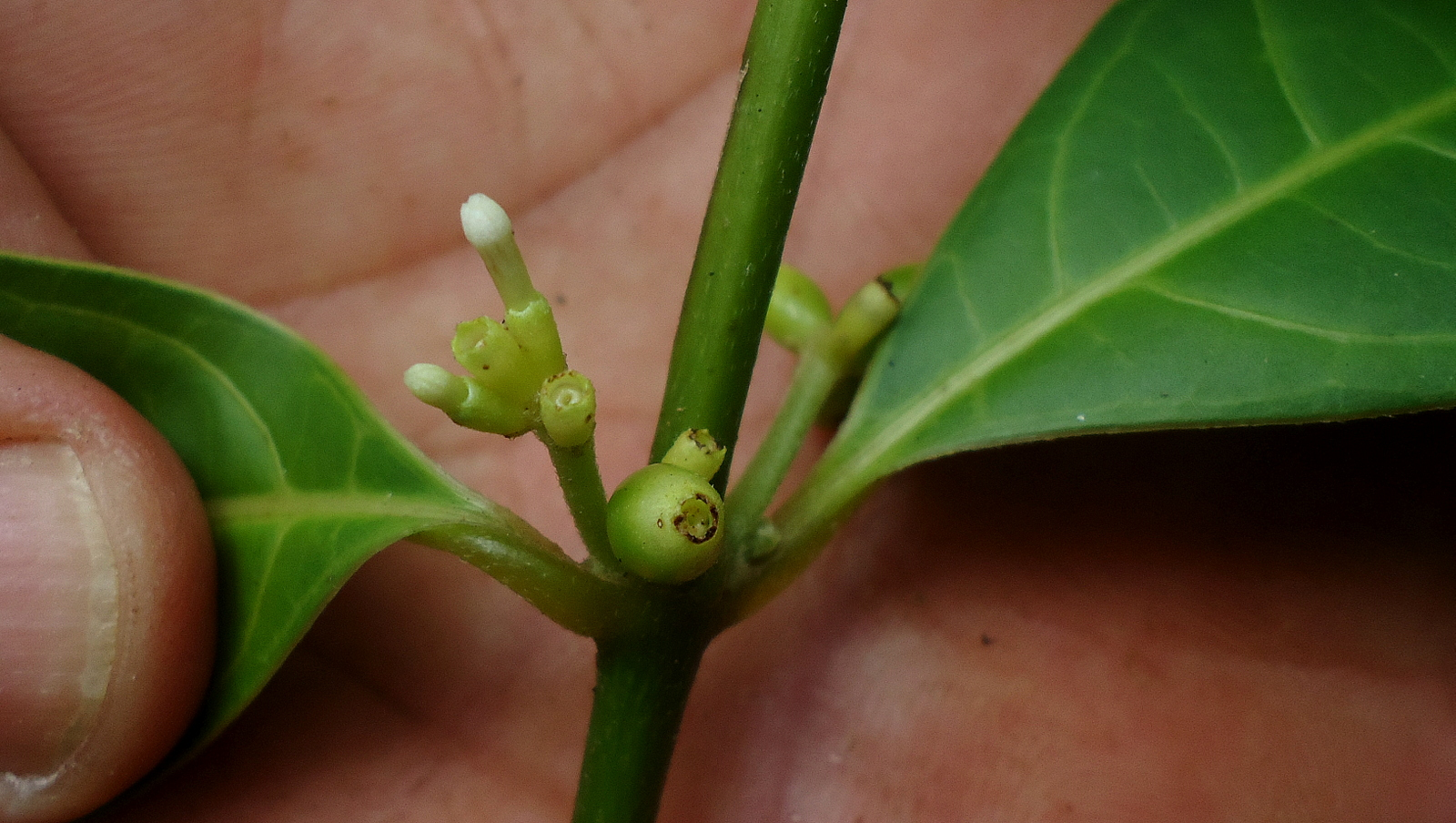
Ronabea latifolia à Bahia
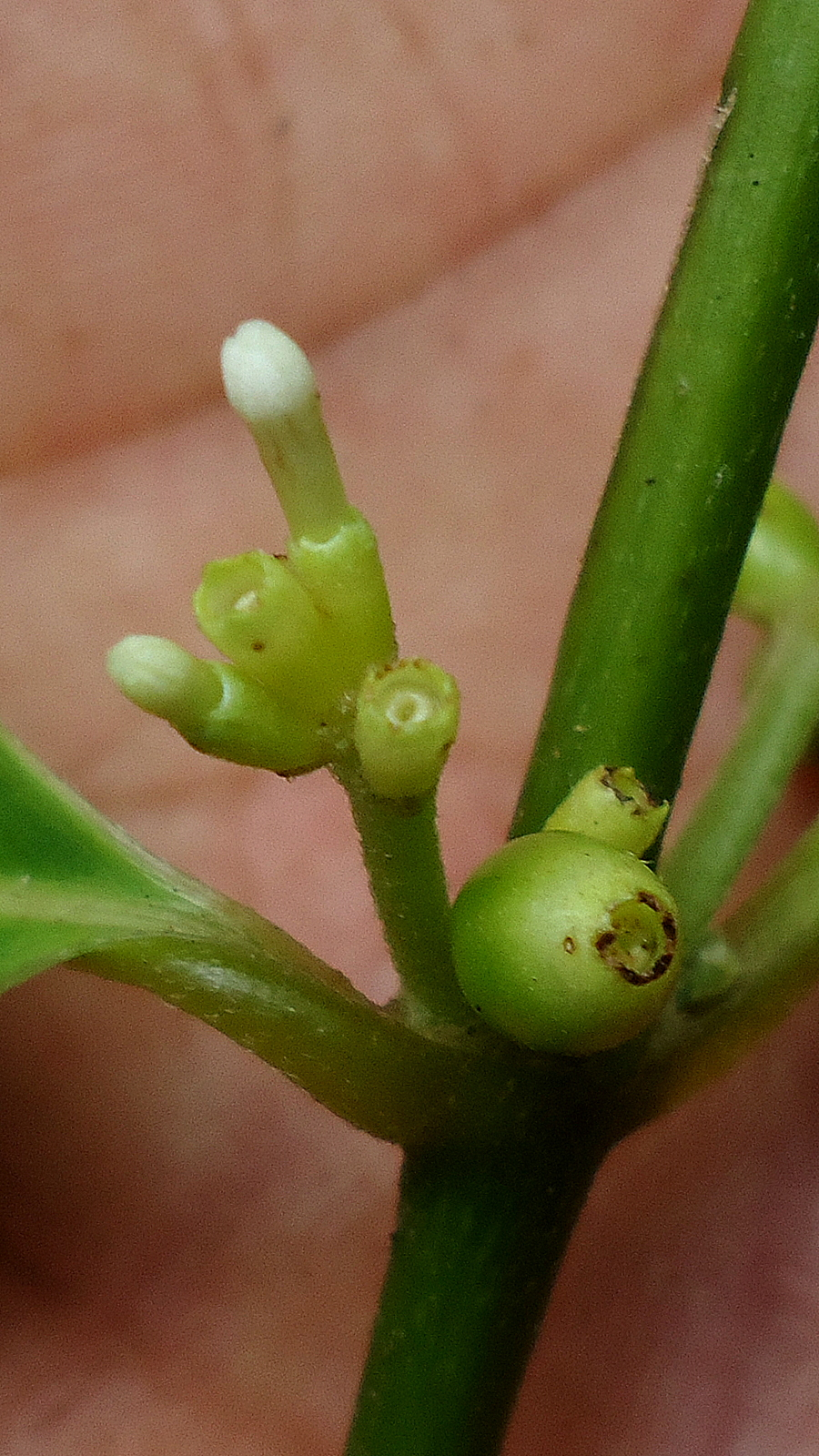
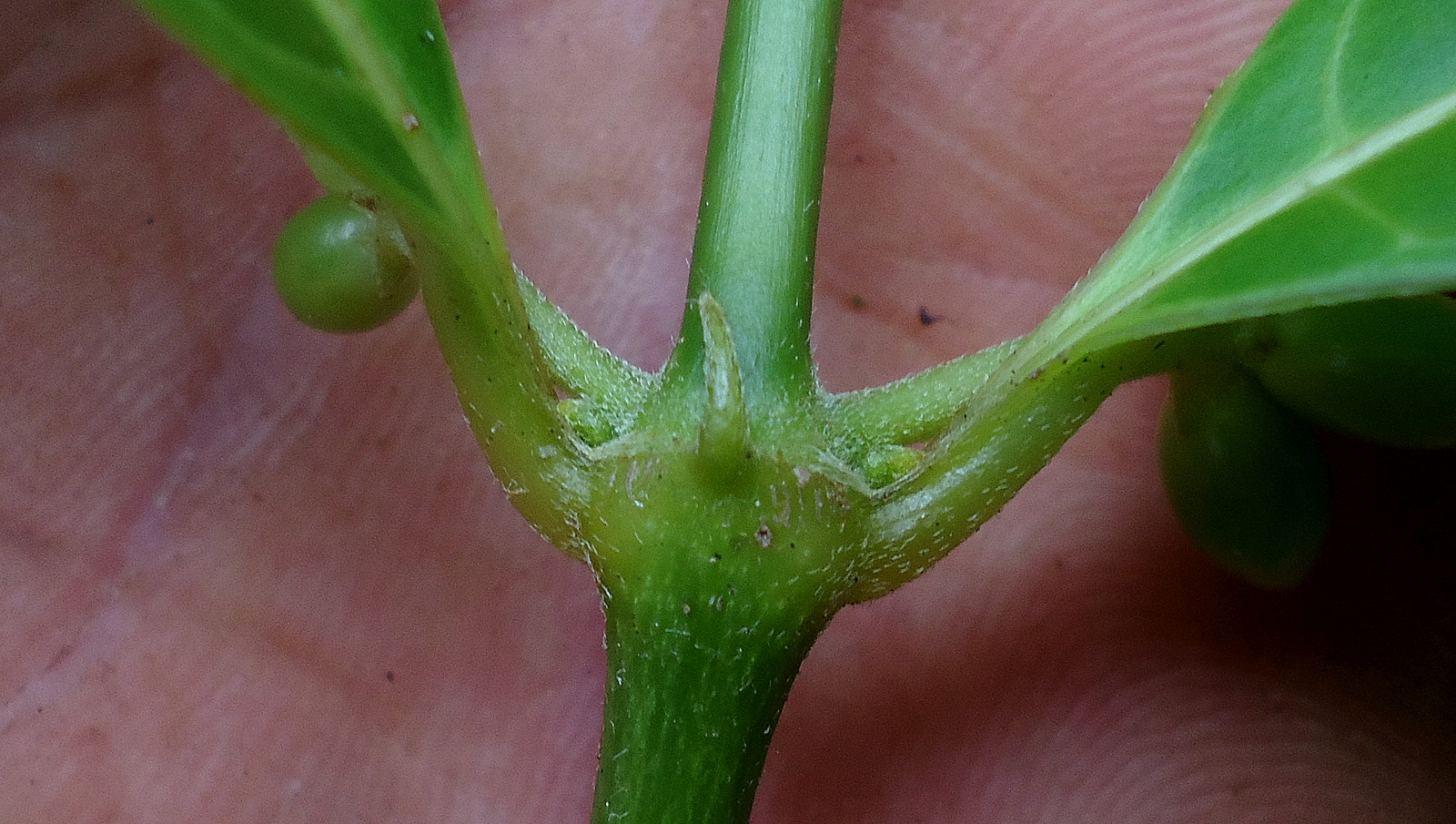
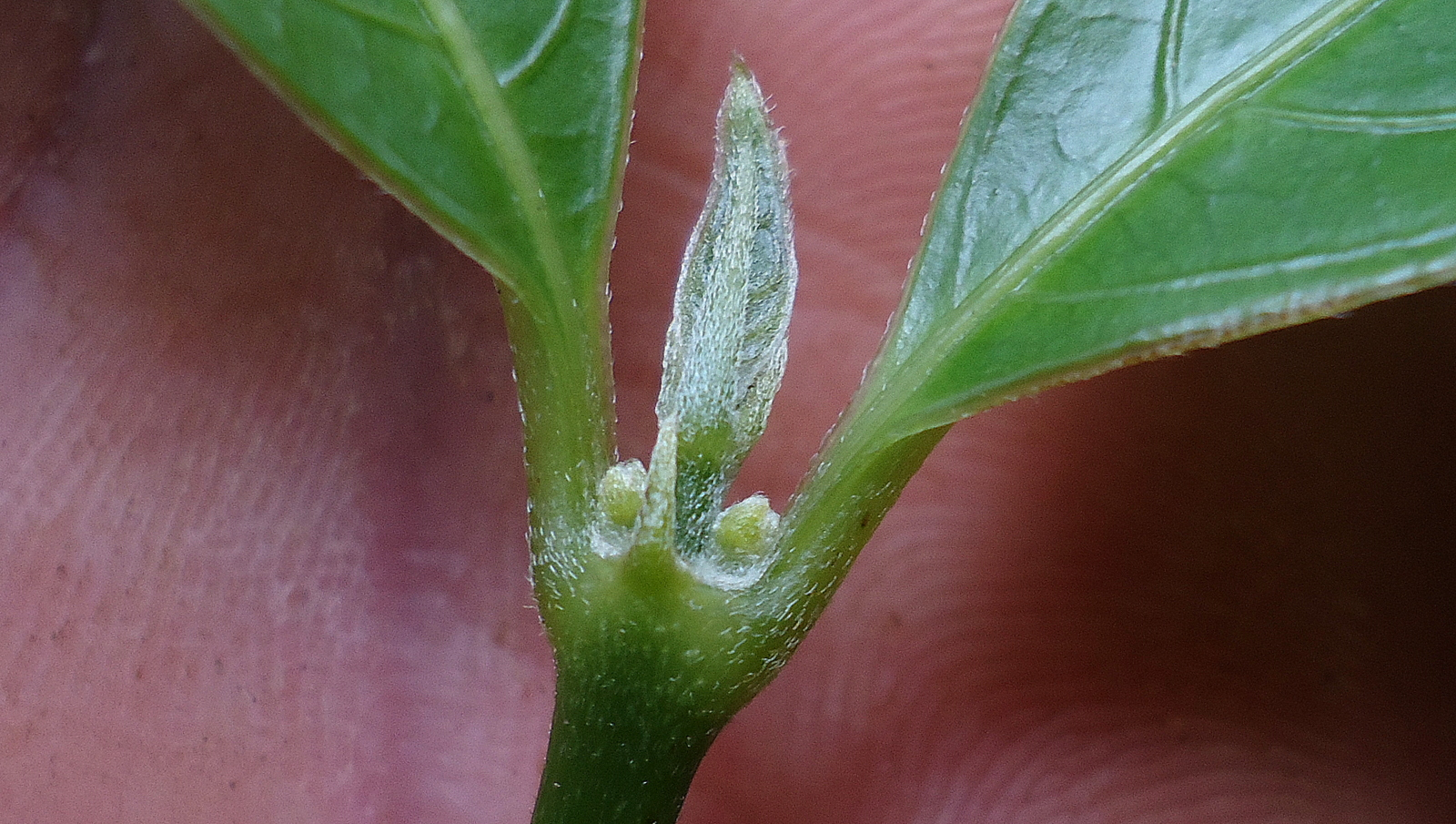
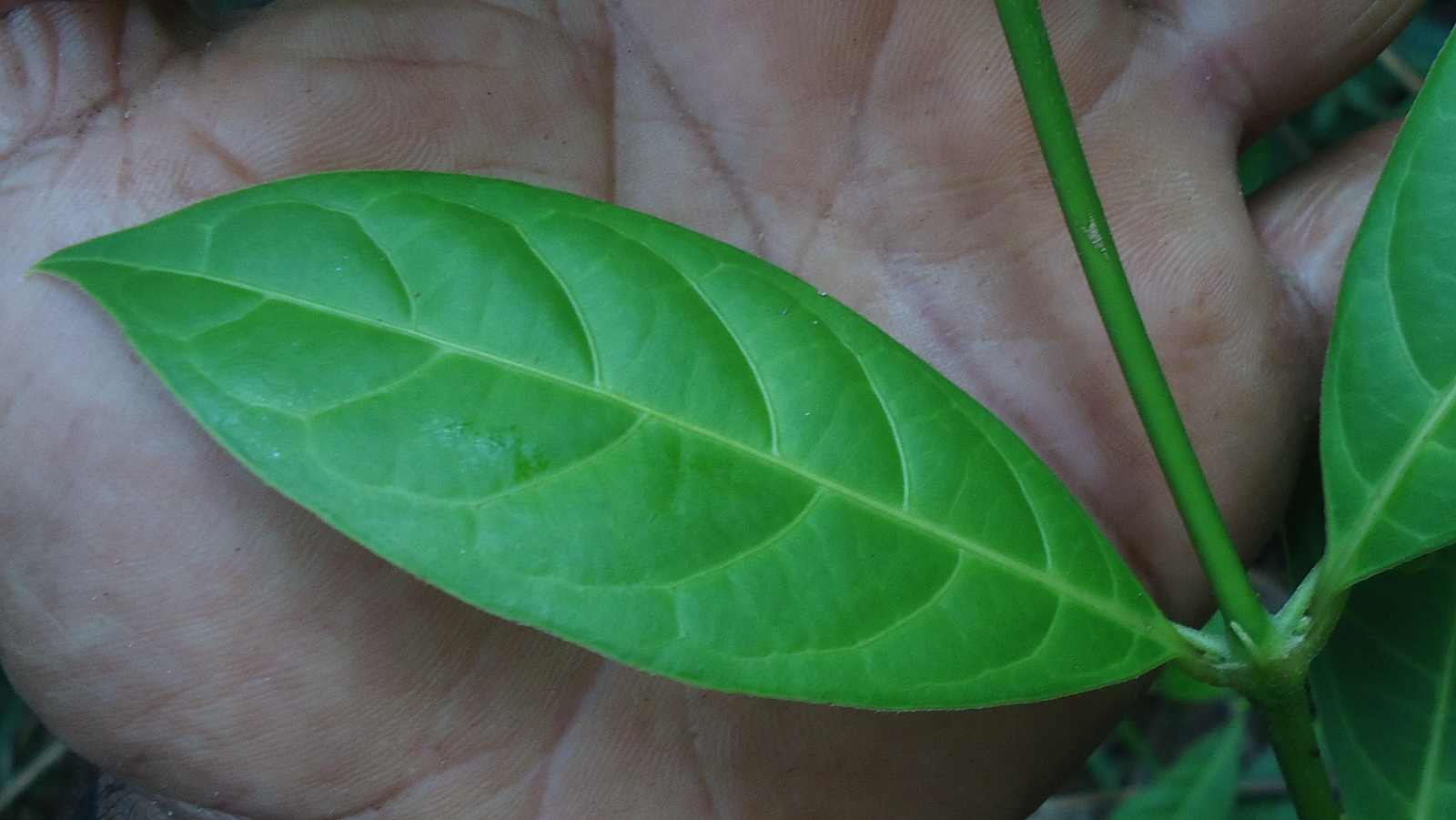
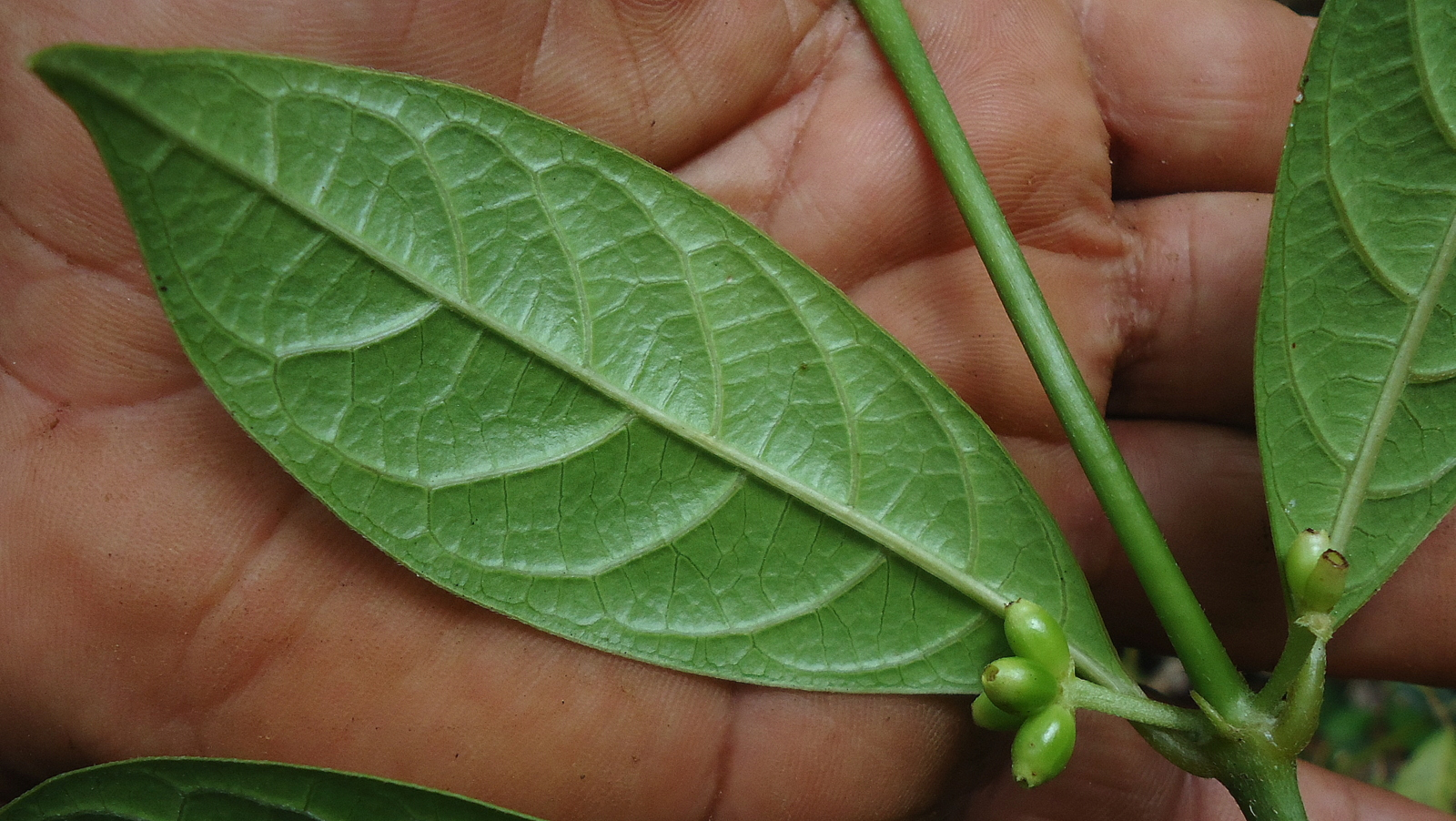
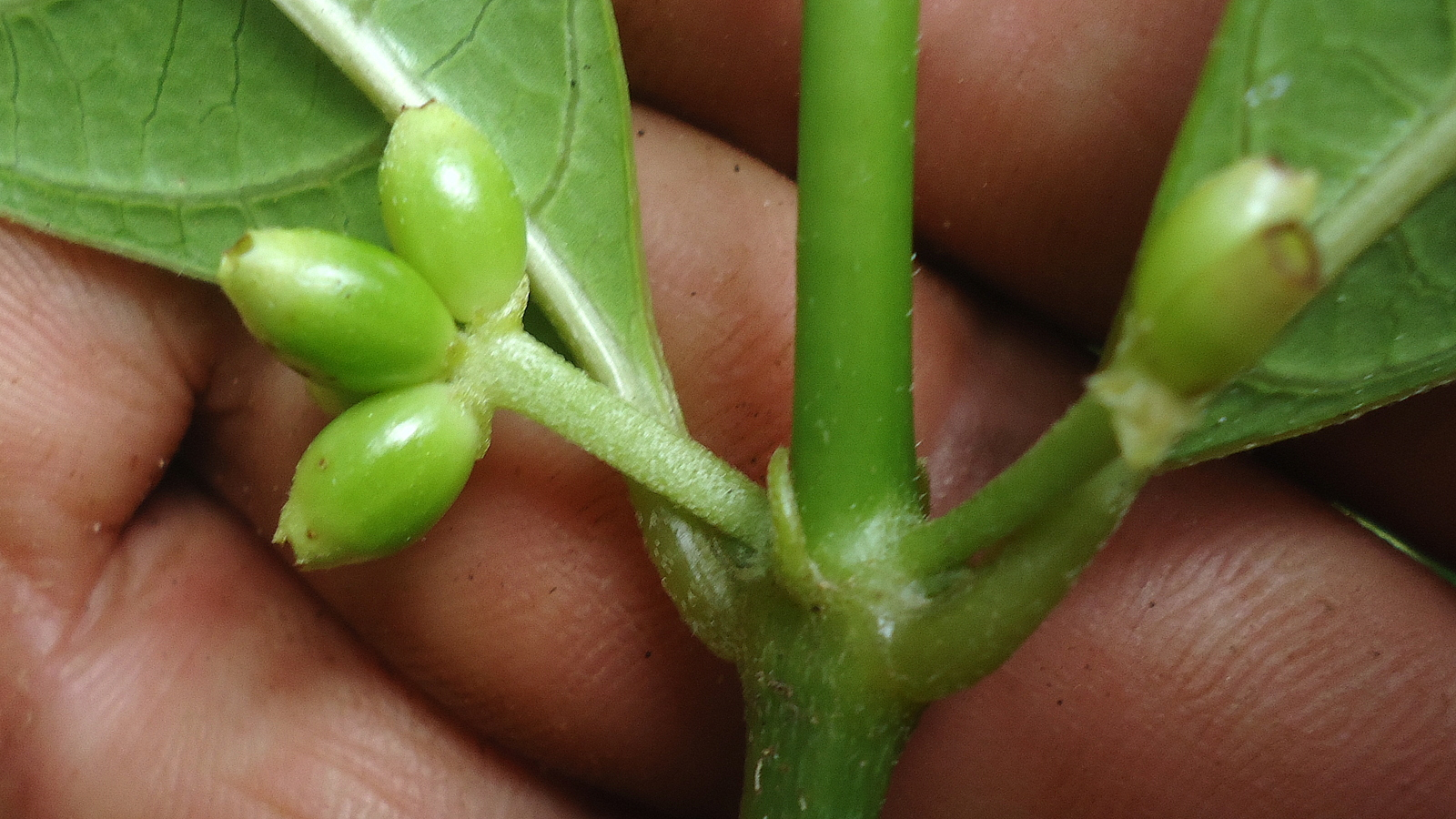
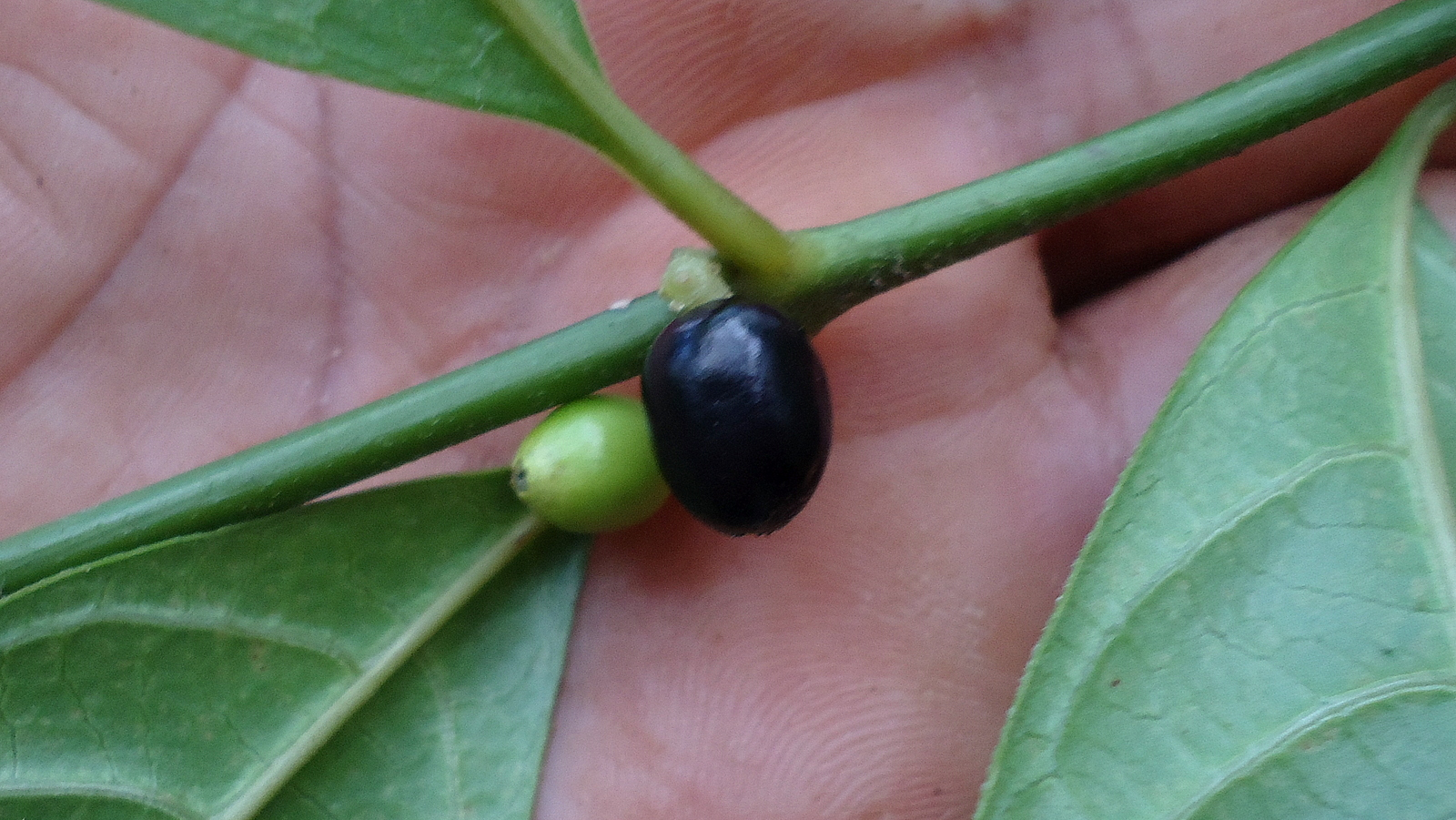
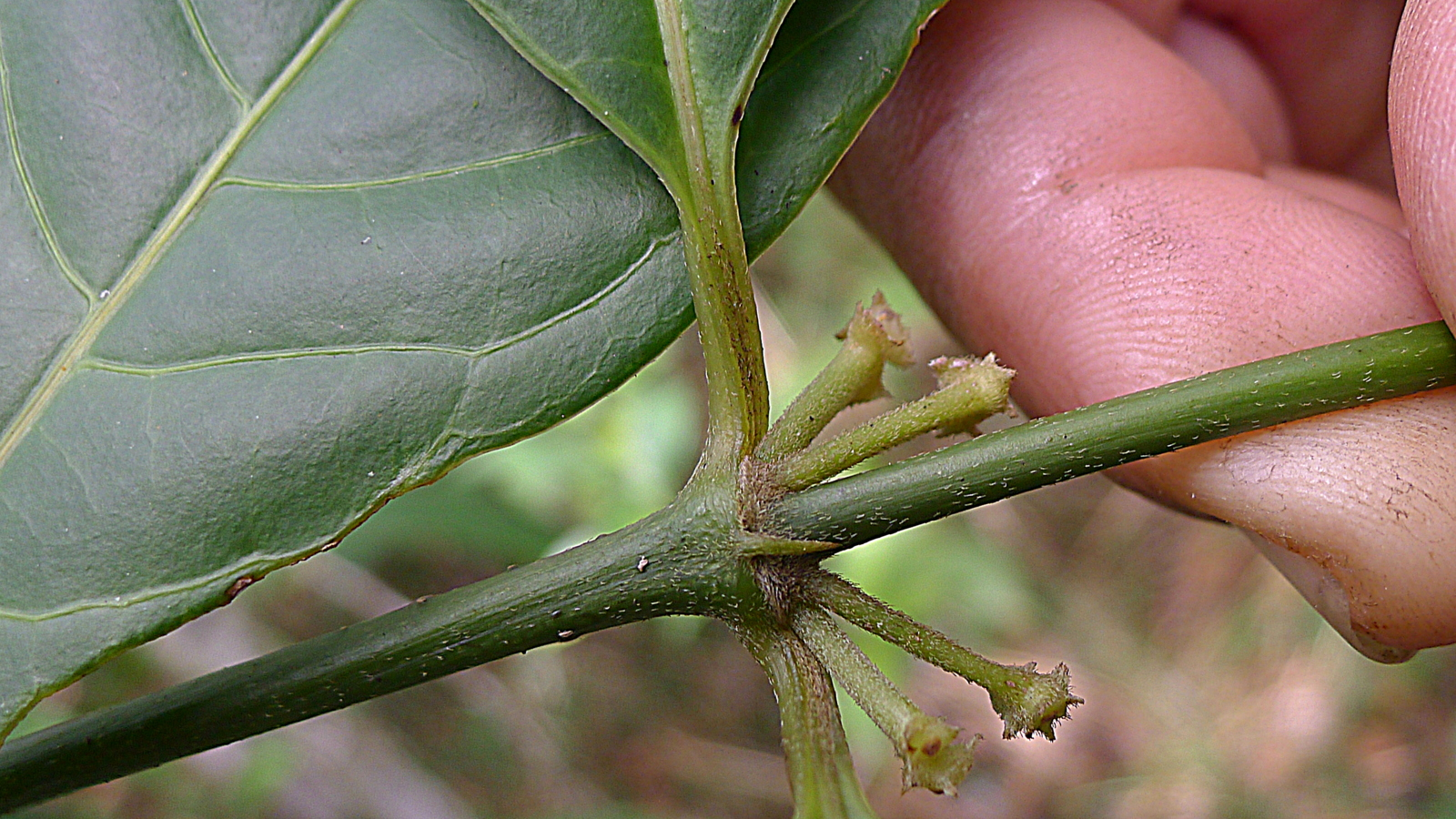
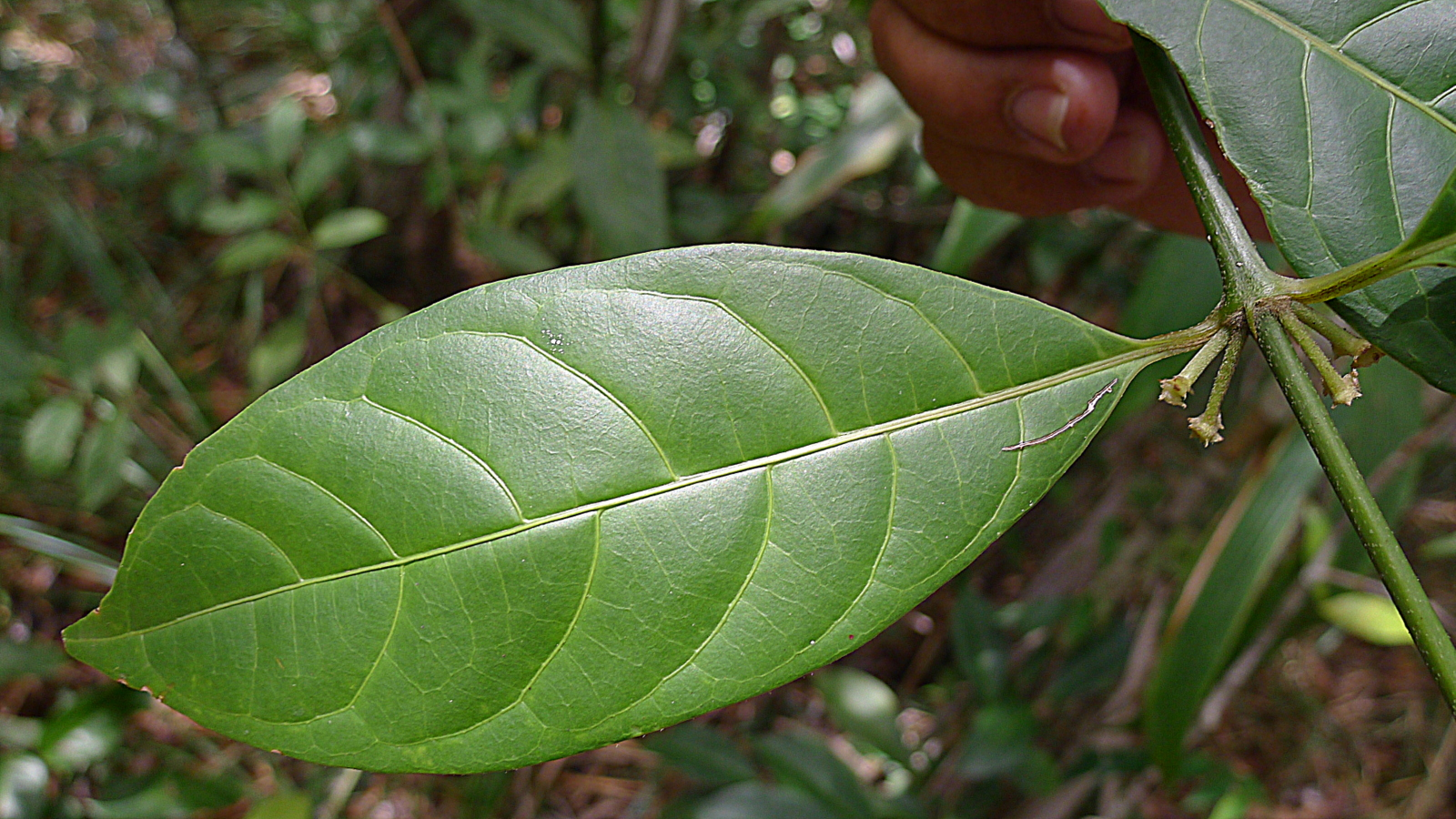
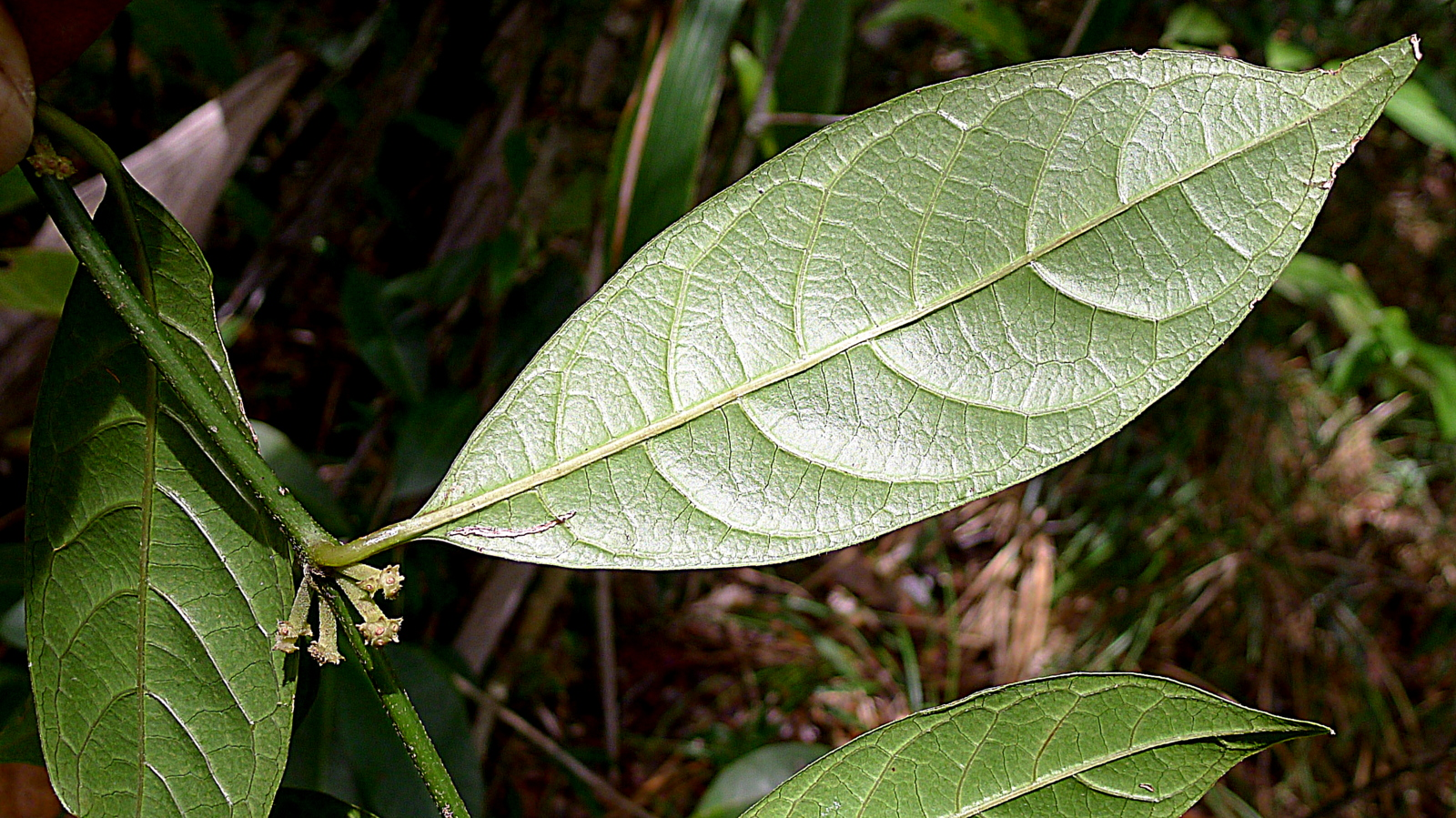
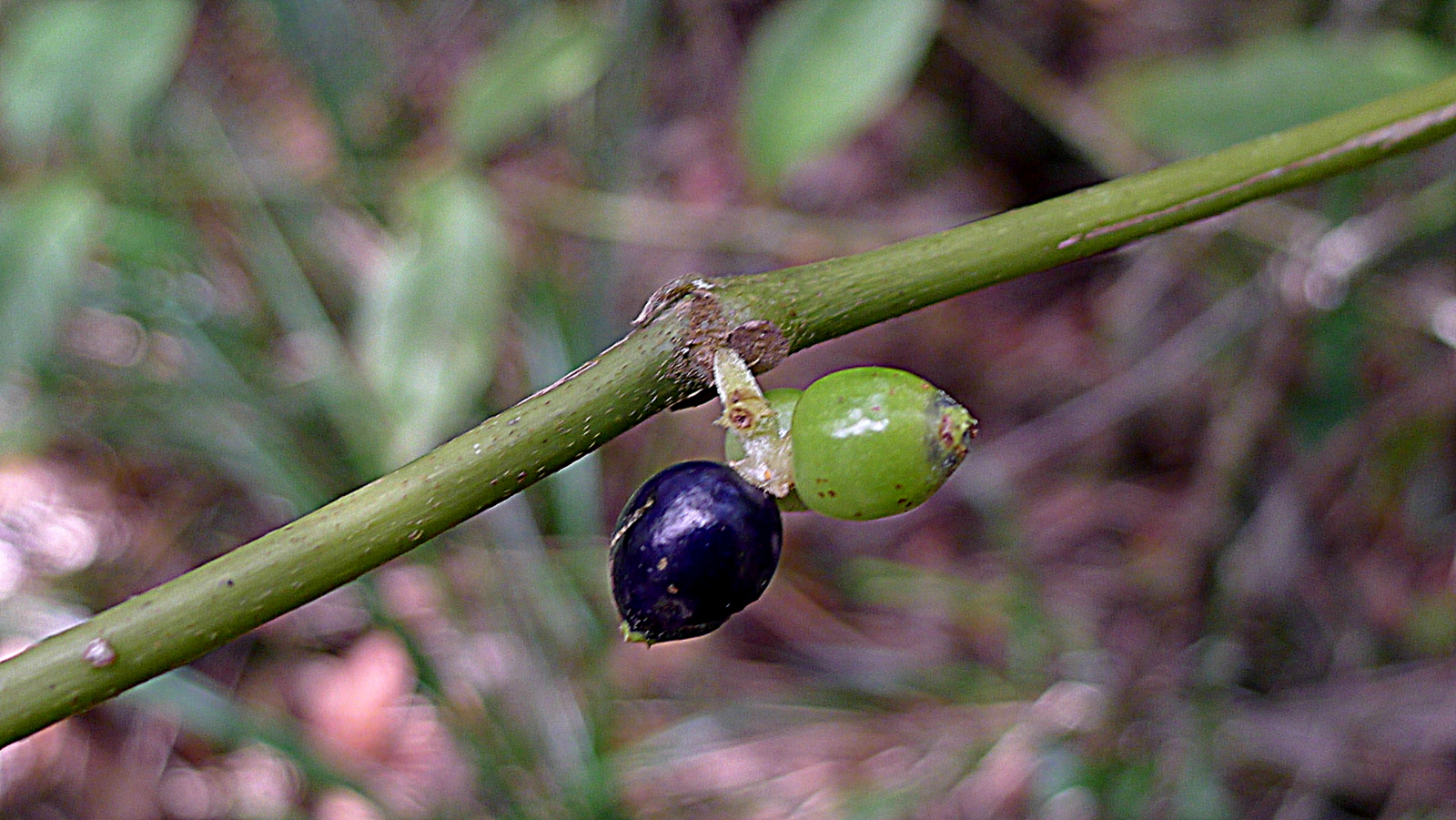
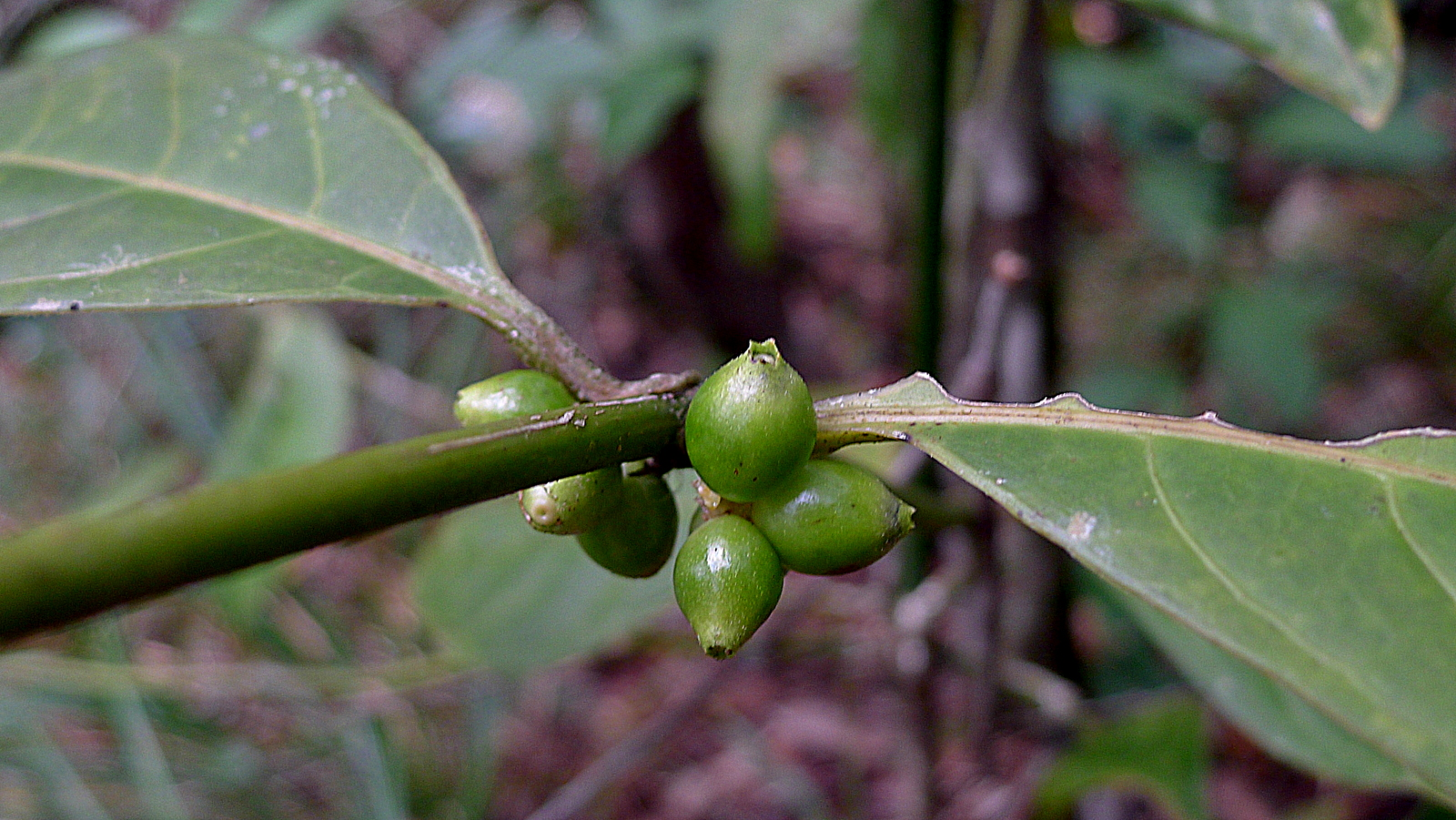